# Florida Panthers
A Florida Panthers a Florida állambeli Sunrise profi jégkorongcsapata, mely a National Hockey League keleti főcsoportjában játszik a Atlanti divízióban. Hazai meccseiket a BankAtlantic Centerben bonyolítják le. Története során kétszer megnyerte a Stanley-kupát.

## Klubrekordok
Pályafutási rekordok (csak a Floridával)
- Legtöbb mérkőzés: 654, Stephen Weiss
- Legtöbb gól: 188 Olli Jokinen
- Legtöbb emberelőnyben lőtt gól: 66, Scott Mellanby
- Legtöbb emberhátrányban lőtt gól: 16, Radek Dvořák
- Legtöbb gólpassz: 249, Stephen Weiss
- Legtöbb pont: 419, Olli Jokinen
- Legtöbb kiállitásperc: 1702, Paul Laus

Szezonrekordok
- Legtöbb gól: 59, Pavel Bure (2000–2001)
- Legtöbb emberelőnyben lőtt gól: 19, Scott Mellanby (1995–1996)
- Legtöbb gólpassz: 62, Jonathan Huberdeau (2018–2019)
- Legtöbb pont: 96, Aleksander Barkov (2018–2019)
- Legtöbb kiállitásperc: 354, Peter Worrell (2001–2002)

Kapusrekordok – pályafutás
- Legtöbb mérkőzés: 494, Roberto Luongo
- Legtöbb shutout: 34, Roberto Luongo
- Legtöbb győzelem: 194, Roberto Luongo

Kapusrekordok – szezon
- Legtöbb mérkőzés: 75, Roberto Luongo (2005–2006)
- Legtöbb shutout: 7, Roberto Luongo (2003–2004) és Tomáš Vokouň (2009–2010)
- Legtöbb győzelem: 35, Roberto Luongo (2005–2006 és 2015–2016)

## Visszavonultatott mezszámok
- 1 Roberto Luongo (2020)[1]